# Personaggi di The Last of Us Parte II

Il logo del gioco

The Last of Us Parte II (The Last of Us Part II) è un videogioco di avventura dinamica, a sfondo post-apocalittico, sviluppato dalla casa di produzione Naughty Dog in esclusiva per PlayStation 4. Si tratta del sequel di The Last of Us e si svolge cinque anni dopo quest'ultimo. Il gioco è stato pubblicato il 19 giugno 2020, dopo diversi rinvii.
È considerato dalla critica uno dei migliori videogiochi dell'intera storia videoludica, come sancito dai numerosi riconoscimenti e premi ricevuti, tra cui spiccano quello di "Ultimate Game of the Year" ai Golden Joystick Awards 2020 e quello di "Game of the Year" ai The Game Awards 2020.The Last of Us Parte II è ufficialmente il videogioco più premiato del 2020 e di sempre, superando per la prima volta il traguardo dei 300 premi come Gioco dell'Anno, quindi scavalcando The Witcher 3: Wild Hunt (270 GOTY) e il predecessore The Last of Us (256 GOTY).
Diversi attori che precedentemente hanno preso parte al cast di Parte I, tornano nei panni degli stessi personaggi. Diversamente dal prequel, in The Last of Us Parte II è presente una più grossa varietà di soggetti, ognuno speciale. Dalle origini al comportamento, dall'aspetto fisico ai propri ideali. Il giocatore si troverà probabilmente spesso in disaccordo con le scelte dei protagonisti e a più riprese sarà solo uno spettatore, fermo a guardare le azioni intraprese da essi dovute a importanti scelte morali (anche discutibili) dei personaggi o "costretto" a muovere il gamepad nonostante la paura e/o la tensione per quanto possa succedere. 
Le protagoniste del gioco sono due ragazze di nome Ellie e Abby, apparentemente così diverse ma in realtà con molto in comune. Esse sono i due principali personaggi giocanti del videogame, nonostante il prologo in cui il giocatore si trova nei panni di Joel, protagonista del primo capitolo.

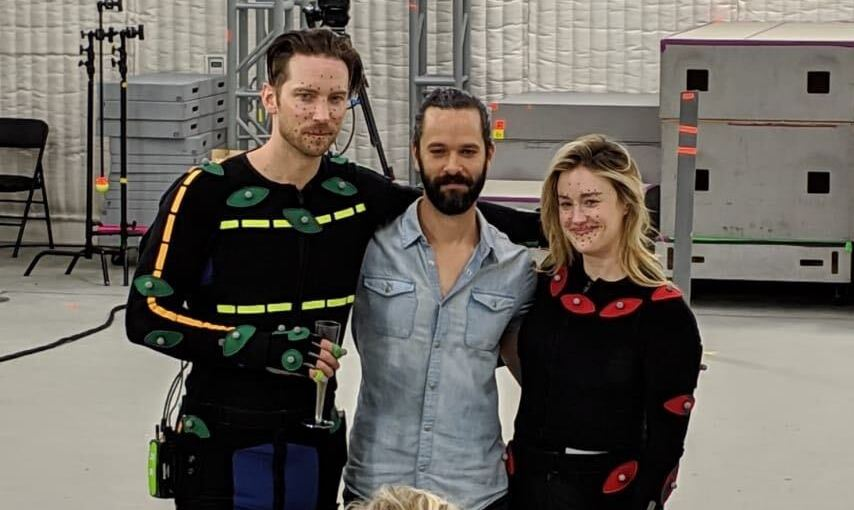
Da sinistra: Troy Baker, interprete di Joel; Neil Druckmann, responsabile di Naughty Dog e co-creatore del videogioco; Ashley Johnson, interprete di Ellie.

## Personaggi principali

### Ellie
Ellie Williams: è la protagonista del gioco, già apparsa nel capitolo precedente, quando aveva 14 anni. Ragazza ormai adulta (diciannove anni), deciderà di partire insieme alla sua nuova fidanzata Dina alla ricerca di Abby. In questo capitolo è diventata molto più seria, spietata e aggressiva, perdendo quasi completamente il senso dell'umorismo e il sentimento di speranza che la caratterizzavano nel capitolo precedente. Verso la metà del gioco, si scopre che Joel le ha confessato la verità su quanto accaduto all'ospedale delle Luci alla fine del gioco precedente e che la ragazza ha deciso di rompere ogni rapporto con lui. Al termine del secondo gioco, Ellie partirà da sola verso un futuro incerto, apparentemente priva di tutti i suoi cari. 
Doppiata in lingua originale da Ashley Johnson e in italiano da Gea Riva. 

### Abby
Abigail "Abby" Anderson: è apparentemente l'antagonista del gioco, ma si rivela essere più avanti a tutti gli effetti una seconda protagonista. È una ragazza di qualche anno in più di Ellie ed ex-membro delle Luci, figlia del chirurgo che Joel uccise per impedirgli di operare Ellie, uccidendola. A causa di ciò, deciderà di vendicarsi anni dopo, dopo essere entrata a far parte del WLF e preparandosi fisicamente per essere pronta una volta rintracciato. Dopo aver finalmente trovato una pista da seguire, Abby e il suo gruppo di amici del WLF uccidono brutalmente Joel nei pressi di Jackson, attirando su di sé la sete di vendetta di Ellie (quest'ultima raggiungerà Seattle e ucciderà tutti i suoi amici per arrivare a lei). Durante i 3 giorni di Seattle, fa la conoscenza di due Serafiti di nome Lev e Yara, sviluppando, in particolare con il primo, un forte legame simile a quello presente fra Joel ed Ellie nel primo capitolo. Verso il finale, Abby deciderà di tradire la sua milizia pur di portare in salvo Lev, figura che dopo tanti anni ha permesso alla ragazza di superare la morte di suo padre. Mesi dopo, i due, dopo essere stati catturati e resi schiavi dalle Serpi, vengono risparmiati da Ellie nell'ultimo scontro tra le protagoniste. Abby e Lev partono quindi insieme per unirsi alle Luci, che si stanno riformando sull'Isola di Catalina.
Doppiata in lingua originale da Laura Bailey e in italiano da Francesca Bielli.

## Personaggi secondari

### Joel
Joel Miller: è Il protagonista del primo capitolo, nonché fratello di Tommy e amico di Ellie (sua figura paterna) dopo che l'uomo aveva perso sua figlia, Sarah, nel 2013 durante l'epidemia. Ormai uomo sui 60 anni, ha confessato a Ellie la verità su quanto accaduto nell'ospedale delle Luci 4 anni prima (2034) con la ragazza che ha però deciso di rompere ogni tipo di rapporto con lui. Dopo aver scoperto che Ellie è disposta a perdonarlo, non avrà però il modo di riconciliarsi con lei, poiché verrà ucciso (a inizio gioco) proprio il giorno seguente da Abby, figlia del chirurgo delle Luci da lui ucciso alla fine del capitolo precedente. Il suo ultimo incontro con Ellie, la sera prima della sua morte, sarà ciò che convincerà la ragazza a risparmiare la sua assassina alla fine del gioco.
Doppiato in lingua originale da Troy Baker e in italiano da Lorenzo Scattorin.

### Tommy
Tommy Miller: è il fratello di Joel, già presente nel capitolo precedente e nel prologo durante lo scoppio dell'epidemia. In seguito alla morte del fratello all'inizio del gioco, partirà per Seattle per vendicarsi di Abby lasciando una lettera alla moglie nella quale la implora di fare il possibile per impedire a Ellie di partire. Durante la sua permanenza a Seattle, Tommy sgominerà da solo gran parte del WLF, uccidendo anche diversi amici e compagni di Abby (Abby si era ritrovata al porto in uno scontro a fuoco proprio con Tommy). Tuttavia, viene ferito gravemente proprio da Abby durante la resa dei conti al teatro, perdendo un occhio e gran parte della mobilità. Ricompare nell'epilogo, oramai storpio, divorziato e irascibile, chiedendo a Ellie di vendicarsi di Abby al posto suo, per poi uscire dalla fattoria furioso al suo rifiuto.
Doppiato in lingua originale da Jeffrey Pierce e in italiano da Gabriele Marchingiglio.

### Dina

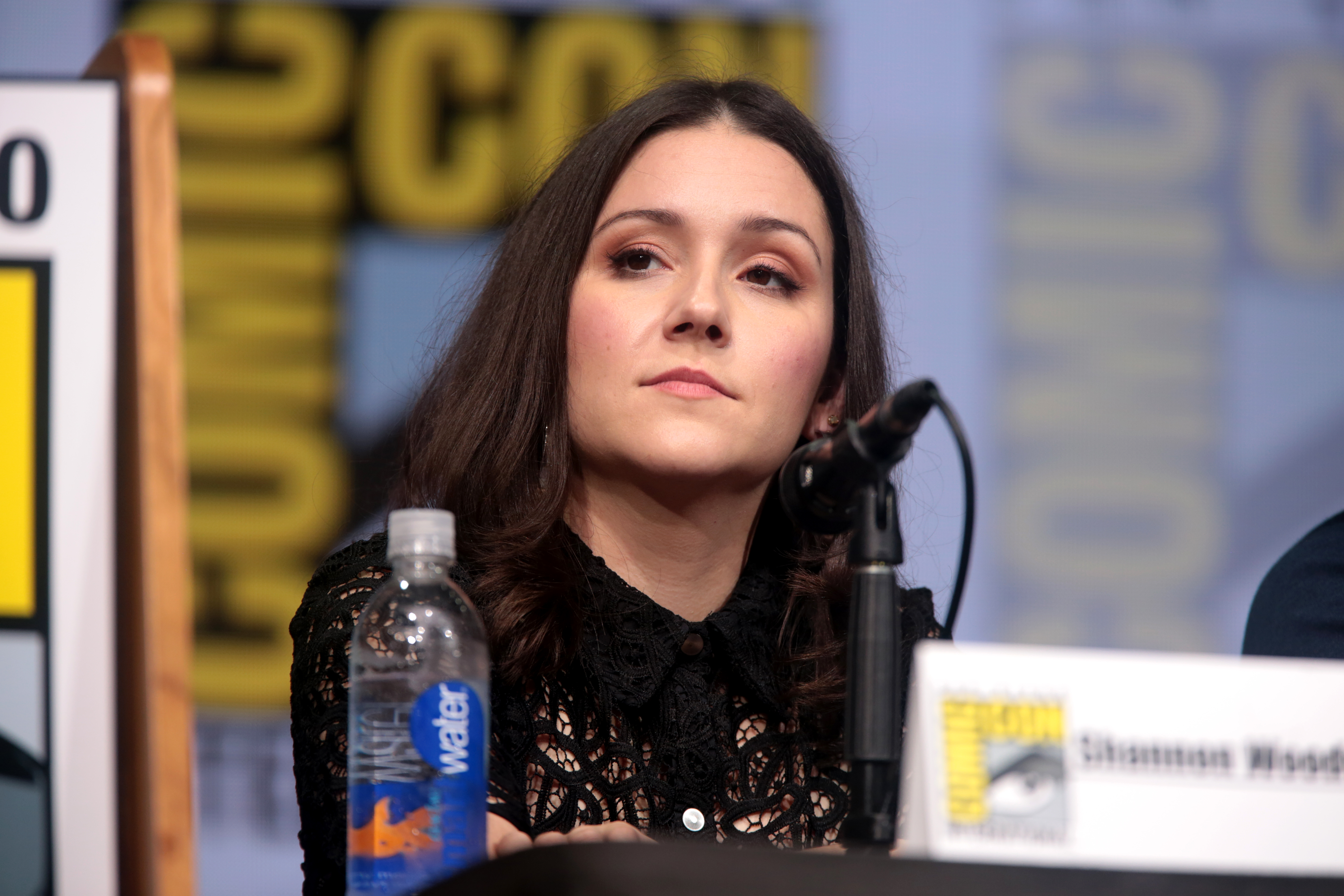
L'attrice interprete di Dina Shannon Woodward nel 2017 al San Diego Comic Con International

Dina è l'ex migliore amica e ormai compagna di Ellie. È una ragazza di circa 19 anni, ex-fidanzata di Jesse. Di origini ebraiche, parte con Ellie durante la sua caccia agli assassini di Joel (soprattutto Abby), scoprendo inoltre l'immunità della protagonista al Cordyceps. Dopo essere sfuggite da un'orda di infetti nella metropolitana, rivela a Ellie di essere incinta, con suo grande stupore. Dopo aver rischiato la vita a causa di Abby nello scontro al teatro, ricomincerà con Ellie e con suo figlio JJ una nuova vita in una fattoria nei pressi di Jackson. La ritrovata tranquillità si interrompe dopo la visita di Tommy, che convincerà Ellie a tornare alla caccia di Abby. Senza alcuna garanzia che Ellie possa ritornare, Dina probabilmente abbandona la fattoria insieme al bambino e non verrà mai più rivista (non è una certezza, vediamo solo nei panni di Ellie la casa svuotata dopo il suo ritorno dalla California).
Doppiata in lingua originale da Shannon Woodward e in italiano da Beatrice Caggiula (già doppiatrice di Tess in The Last of Us).

### Jesse
Jesse: è un grande amico di Ellie e l'ex-fidanzato di Dina. È un ragazzo di origini cinesi che risiede a Jackson. Noto per fare tutto il possibile per i suoi amici, partirà per Seattle per poter aiutare Dina ed Ellie. Quest'ultima lo incontrerà a Hillcrest, occupata dal WLF, e la aiuterà a mettersi in salvo portandola al teatro. Il giorno dopo, partirà insieme a Ellie per uccidere Abby ed evitare di mettere a repentaglio la vita di Dina, incinta, riuscendo a trovare Tommy e a salvarlo dalla morte dopo uno scontro a fuoco con Abby al porto. Muore proprio al teatro, dove viene ucciso da Abby che gli spara a uno zigomo.
Doppiato in lingua originale da Stephen A. Chang e in italiano da Mattia Bressan.

### Lev
Lev: nato come Lily, è un ragazzo di circa 13 anni e membro dei Serafiti. Inizialmente era una ragazza, che decise però di rasarsi i capelli e cambiare sesso dopo aver scoperto che sarebbe stato dato in moglie ad un anziano. Insieme a sua sorella Yara, incontra e salva Abby dalla setta, facendo amicizia con lei. Successivamente accompagna Abby all'ospedale dei Lupi, per aiutarla a trovare alcuni medicinali per salvare sua sorella gravemente ferita a un braccio. Il giorno dopo decide di partire da solo per l'isola dei Serafiti per convincere sua madre ad abbandonare le Iene, venendo però costretto a ucciderla per autodifesa. Più tardi, convincerà Abby a risparmiare Dina ed Ellie, a patto che le due non si facciano mai più vedere. A Santa Barbara, viene catturato dalle Serpi insieme a Abby, ma viene in seguito salvato da Ellie e da lei risparmiato, decidendo così di partire con Abby verso l'isola di Santa Catalina per unirsi alle Luci.
Doppiato in lingua originale da Ian Alexander e in italiano da Annalisa Longo.

### Yara
Yara è la sorella 16 enne di Lev, membra dei Serafiti che ha abbandonato il gruppo. Dopo aver salvato Abby nei boschi di Seattle, perde il braccio sinistro a causa di alcuni Serafiti, che glielo frantumano a martellate. Fortunatamente, Abby e Lev riusciranno a recuperare dall'ospedale di Seattle gli strumenti necessari per permettere a Mel di amputarlo, salvandole la vita. Quando Lev parte per l'isola dei Serafiti, nel tentativo di convincere sua madre a seguirlo, Yara lo insegue insieme ad Abby. In seguito, nei boschi dell'isola, un soldato del WLF le spara, ma Abby interviene mettendolo KO. Subito dopo, Abby difende Lev da Isaac, il leader del WLF, e per salvare entrambi, Yara, ormai morente, uccide Isaac permettendo loro di scappare, mentre i soldati che accompagnavano Isaac le sparano a propria volta, finendola.
Doppiata in lingua originale da Victoria Grace e in italiano da Martina Tamburello.

### Owen
Owen Moore: è l'ex fidanzato di Abby. Come lei, faceva parte delle Luci ed è un ragazzo burlone e amichevole. Si lascia con Abby dopo aver capito che la ragazza è troppo ossessionata dalla vendetta nei confronti di Joel. Successivamente, si fidanzerà con Mel e tempo dopo la metterà incinta. Seppur controvoglia, accompagna Abby a vendicarsi di Joel e riesce a convincerla a risparmiare Ellie e Tommy. In seguito, a Seattle, diserta dal WLF nell'estremo tentativo di allontanarsi dalla guerra e viene a sapere che le Luci si stanno riformando a Santa Barbara, in California. Il suo desiderio è raggiungerle portando con sé Mel, Yara, Lev ed Abby. Successivamente, tradirà la sua compagna passando una notte insieme a Abby e, quando quest'ultima parte per andare a salvare Lev sull'isola dei Serafiti, cerca di andare con lei ma viene convinto a restare. Muore poco dopo per mano di Ellie, che nel tentativo di scoprire la posizione di Abby gli spara alla pancia. Abby troverà il suo cadavere e quello di Mel dopo essere tornata dall'isola, facendola andare su tutte le furie.
Doppiato in lingua originale da Patrick Fugit e in italiano da Alessandro Zurla.

### Mel
Mel: è un'amica di Abby e l'attuale fidanzata di Owen. Anche lei, come i suoi compagni, era parte delle Luci ed era considerata da Jerry la sua allieva migliore. Seppur riluttante, prenderà parte alla vendetta di Abby verso Joel. Ritenuta da Abby uno dei migliori chirurghi di Seattle, sarà proprio lei a salvare la vita di Yara amputandole il braccio, ormai completamente compromesso (sindrome compartimentale). Dopo essere stata messa incinta da Owen, intuirà che l'uomo l'ha tradita con Abby e deciderà così di rompere ogni rapporto con la protagonista, già dopo i fatti di Jackson molto incrinato. Viene uccisa poco dopo da Ellie, che la pugnalerà alla gola nel tentativo di scoprire la posizione di Abby, salvo poi avere una crisi dopo aver scoperto che era incinta. Il suo cadavere viene poi trovato insieme a quello di Owen da Abby.
Doppiata in lingua originale da Ashly Burch ed in italiano da Katia Sorrentino.

### Manny
Manny Alvarez: è uno dei migliori amici di Abby, nonché suo compagno di stanza. Di origini messicane, anche lui era un ex-membro delle Luci. Dopo essersi unito al WLF, prenderà parte piacevolmente alla vendetta di Abby verso Joel, in particolare sputando sul cadavere dell'uomo dopo che la donna lo aveva ucciso. In seguito, aiuterà Abby a disertare facendola uscire di nascosto dal retro di un avamposto del WLF. Muore al porto di Seattle per mano di Tommy che, dopo averlo riconosciuto e aver ucciso tutta la sua squadra, gli trapassa l'occhio destro con un colpo di fucile da caccia, proprio davanti gli occhi di Abby.
Doppiato in lingua originale da Alejandro Edda e in italiano da Diego Baldoin.

### Nora
Nora Harris: è una giovane amica di Abby, appena maggiorenne. Come i suoi compagni, era parte delle Luci e aveva il ruolo di medico. In seguito si unirà al WLF e prenderà parte alla vendetta di Abby verso Joel (in particolare è lei che mette KO Tommy, colpendolo ripetutamente alla testa con il calcio di una pistola). Una volta a Seattle, verrà assegnata all'ospedale e farà evadere di nascosto Abby dopo che questa aveva disertato, indirizzandola verso i piani bassi per andare a recuperare le scorte mediche necessarie per salvare la vita di Yara. Poco dopo, viene raggiunta da Ellie, che la torturerà e in seguito la ucciderà per scoprire la posizione di Abby. Sarebbe comunque morta trasformandosi a breve, perché nella fuga da Ellie aveva respirato grosse quantità di spore, presenti nell'ospedale.
Doppiata in lingua originale da Chelsea Tavares e in italiano da Chiara Francese.

### Jordan
Jordan: è un giovane amico di Abby, membro del WLF. Come i suoi compagni, un tempo era parte delle Luci. Irascibile e arrogante, prenderà parte alla vendetta di Abby verso Joel. In questa situazione viene ferito al volto da Ellie con il suo coltellino, di fatti poco dopo compare con una cicatrice sul viso. Durante la sua permanenza a Seattle, viene assegnato alla scuola elementare di Eastbrook con Mike, riuscendo a catturare la protagonista. Nell'edificio lega e interroga Ellie nel tentativo di scoprire dove sono i suoi compagni, ma viene interrotto da Dina, che uccide Mike. Jordan riesce a sopraffare Dina, ma proprio sul punto di ucciderla, Ellie si libera dalla corda con cui era legata e sgozza Jordan col suo coltellino.
Doppiato in lingua originale da Chase Austin e in italiano da Marco Benedetti.

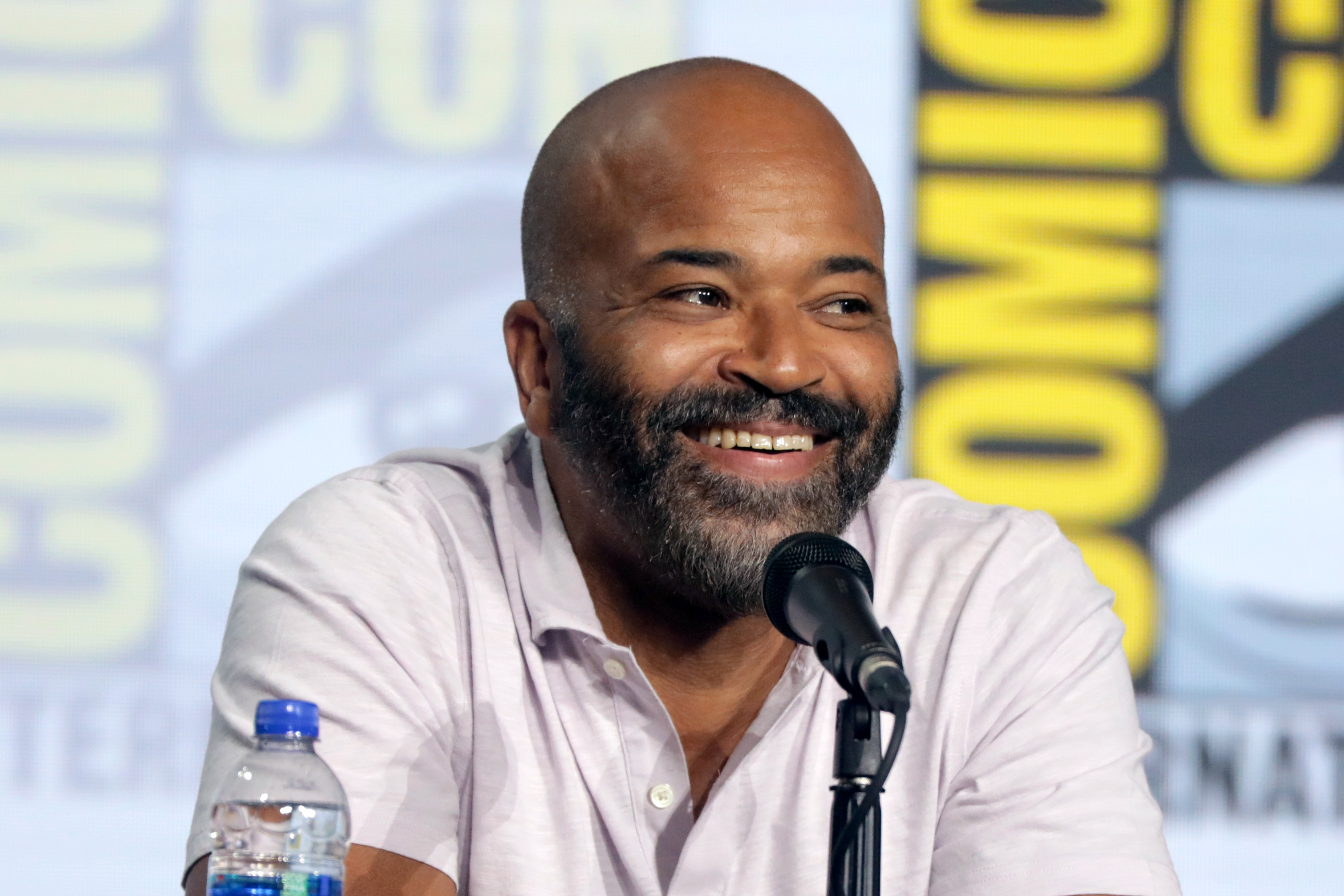
L'interprete di Isaac Jeffrey Wright al San Diego Comic-Con del 2019

### Isaac
Isaac: è il leader del WLF, quindi un superiore di Abby. È un uomo anziano di origini afroamericane ed esperto stratega. Appare per la prima volta quando convoca in privato Abby e Manny e comunica loro di un imminente attacco all'isola dei Serafiti. Egli nega ad Abby la possibilità di andare a salvare Owen, apparentemente catturato dalla setta, affermando di avere bisogno di lei per l'imminente guerra alle Iene. Dopo aver disertato e tratto in salvo Lev proprio sull'isola dei Serafiti, Abby incrocia nuovamente Isaac, che minaccia di sparare ad Abby in quanto sta proteggendo un membro della fazione nemica. Subito dopo, Isaac viene ucciso da Yara con un colpo di pistola alla schiena: la sua morte porterà alla fine delle ostilità del WLF, in quanto la milizia, senza più un leader al comando, verrà di seguito annientata e sconfitta dai Serafiti.
Doppiato in lingua originale da Jeffrey Wright e in italiano da Massimiliano Lotti.

## Altri personaggi

### Jerry
Jerry Anderson: è il padre di Abby, il chirurgo delle Luci presente nel primo capitolo. Come si viene a sapere già all'interno del prequel, egli è l'unico dottore capace di estrarre il Cordyceps mutato dal cervello di Ellie iniziando un processo verso una possibile cura, pur conscio del fatto che ciò ucciderebbe la ragazzina. Dopo una breve discussione con Marlene, riceve da lei il consenso per l'intervento. Verrà però poco dopo ucciso da Joel, che lo sgozzerà usando un bisturi per impedirgli di operare la ragazza. La sua morte è ciò che porterà Abby a vendicarsi su Joel.
Doppiato in lingua originale da Derek Phillips e in italiano da Claudio Colombo.

### Maria
Maria Miller: è la moglie di Tommy, cognata di Joel e zia adottiva di Ellie, già apparsa nel capitolo precedente. Appare esclusivamente all'inizio del gioco, quando convince Seth a riappacificarsi con Ellie e chiedendo alla ragazza come va il suo rapporto con Joel. In seguito alla morte dell'uomo, Maria autorizza Ellie e Dina a uscire da Jackson per andare a recuperare Tommy, partito da solo per Seattle per vendicarsi di Abby. Nell'epilogo del gioco, Tommy rivela che lui e Maria hanno divorziato, probabilmente perché l'uomo era cambiato profondamente dopo gli eventi di Seattle.
Doppiata in lingua originale da Ashley Scott e in italiano da Lucy Matera.

### Emily
Emily: è una donna membro dei Serafiti, incaricata di dare la caccia a Lev e Yara dopo che sono fuggiti nei boschi. Invece dei due fratelli, cattura Abby e la porta nel bosco per impiccarla e in seguito sbudellarla (modus operandi di uccidere i non appartenenti alla setta), luogo dove finirà però per essere uccisa da Yara, che le frantuma il cranio con un martello.
Doppiata in lingua originale da Emily Swallow e in italiano da Chiara Lucia Preziosi.

### Seth
Seth: è l'anziano proprietario del bar/ristorante di Jackson, irascibile e molto attaccato alle vecchie tradizioni. Si scopre che ha bruscamente interrotto Ellie e Dina mentre si stavano baciando in mezzo a una sala da ballo, insultandole e portando Joel ad intervenire spingendolo via. Il mattino dopo, convinto da Maria, si scusa con Ellie affermando di aver bevuto troppo e, per riconciliarsi, prepara per lei e Dina due panini di carne, che la ragazza darà però a Jesse.
Doppiato in lingua originale da Robert Clothworthy e in italiano da Pino Pirovano.

### Mike
Mike: è uno dei comandanti del WLF posto a capo della squadra stazionata alla scuola elementare di Eastbrook. Tende una trappola a Ellie e Dina, uccidendo il loro cavallo e riuscendo a catturare la prima. In seguito, riceve da Isaac l'ordine di uccidere ogni intruso, ma Jordan cerca di fermarlo per convincerlo a portare la ragazza dal capo e rivelargli della presenza di alcuni abitanti di Jackson. Prima che possa però sparare a Ellie, viene ucciso con un colpo di pistola da Dina, venuta in soccorso.
Doppiato in lingua originale da Reuben Langdon e in italiano da Luca Ghignone.

### Marlene
Marlene: è la leader delle Luci, già apparsa nel capitolo precedente, dove viene uccisa da Joel. Fa un breve comparsa durante il primo flashback nei panni di Abby, dove si scopre che era inizialmente contraria all'operazione su Ellie, ma che alla fine ha dato comunque a Jerry il consenso per proseguire, pur venendo divorata dai sensi di colpa.
Doppiata in lingua originale da Merle Dandridge e in italiano da Stefania De Peppe.

### Serpe Grande
"Serpe Grande": è uno dei leader delle Serpi, che ha sede a Santa Barbara. Riesce a catturare Abby e Lev e in seguito fa cadere Ellie in una trappola che la ferisce gravemente. Tuttavia, la ragazza riesce a liberarsi ingannando il suo compagno e facendolo sbranare da un Clicker, azzoppando poi l'uomo. Dopo averlo interrogato e ad aver scoperto la posizione di Abby, lo uccide a sangue freddo sparandogli nel petto.
Doppiato in lingua originale da Travis Willingham e in italiano da Gianluca Iacono.

### Serpe Piccola
"Serpe Piccola": è un membro della banda delle Serpi, braccio destro della Serpe Grande. Riesce a catturare Abby e Lev con l'aiuto dei suoi compagni e in seguito fa cadere Ellie in una trappola che la ferisce gravemente. Muore poco dopo, quando Ellie, dopo aver preso in giro l'uomo, viene spinta vicino a un Clicker appeso a testa in giù, salvo poi spingerlo addosso all'infetto, che lo uccide.
Doppiato in lingua originale da Logic e in italiano da Andrea Oldani.

### Prigioniero
"Prigioniero": è il leader dei prigionieri catturati e schiavizzati dalle Serpi. Un tempo era membro delle Luci e sarà lui ad indirizzare Abby verso l'isola di Catalina, salvo poi venire catturato dalla banda di schiavisti. Viene alla fine liberato da Ellie, alla quale rivela la posizione di Abby, per poi armarsi e sterminare insieme ai suoi compagni l'intera banda delle Serpi.
Doppiato in lingua originale da Matthew Mercer e in italiano da Francesco Rizzi.